# Neoplatonizm
Neoplatonizm – filozofia powstała w II wieku n.e. w Aleksandrii pod wpływem myśli Platona oraz politeizmu grecko-rzymskiego. Najwybitniejszymi przedstawicielami neoplatonizmu byli Plotyn, Porfiriusz (III wiek n.e.), Syryjczyk Jamblich (IV wiek n.e.) i przywódca ateńskiej szkoły neoplatońskiej Proklos (V wiek n.e.). Pod wpływem neoplatonizmu tworzyli również chrześcijańscy filozofowie starożytni i średniowieczni: Orygenes, Pseudo-Dionizy Areopagita, Augustyn z Hippony, Eriugena, Anzelm z Canterbury czy Mikołaj z Kuzy.

## Geneza i przedstawiciele
Plotyn był najbardziej uzdolnionym filozofem neoplatońskim, Porfiriusz – logikiem, Proklos – systematyzatorem i komentatorem neoplatonizmu; wyłożył on teorię Plotyna w formie dialogu. Plotyn wyłożył swoje poglądy w rozprawach, zebranych następnie w Enneady. Był on początkowo platonikiem, ale przeszedł do budowania własnej teorii bytu, odmiennej od platońskiej. Oprócz Platona inspirowała go myśl pitagorejczyków, stoików i Filona z Aleksandrii. Filozofia Plotyna została dobrze przyjęta przez elity podupadającego starożytnego Rzymu. Uczniem Plotyna był m.in. cesarz Galien. Neoplatonizm wyłonił z siebie sześć szkół:
- szkoła aleksandryjska, twórcą szkoły był prekursor neoplatonizmu Ammonios Sakkas,
- szkoła rzymska, wierna Plotynowi, należał do niej m.in. Porfiriusz,
- szkoła syryjska, której głównym przedstawicielem był Jamblich,
- szkoła ateńska, której najważniejszym reprezentantem był Proklos,
- szkoła pergamońska z silnymi elementami religijno-mistyczno-teurgicznymi,
- druga szkoła aleksandryjska z licznymi wpływami chrześcijańskimi.

Neoplatonizm w wersji Jamblichosa i Proklosa stawał się w jeszcze większym stopniu niż u Plotyna systemem religijnym, czy też raczej filozoficznym uzasadnieniem politeizmu i dlatego był wspierany przez pogańskie elity starożytnego Rzymu. Porfiriusz był zaciekłym krytykiem chrześcijaństwa, a do myśli Jamblichosa nawiązywał cesarz Julian Apostata, który próbował odrodzić pogaństwo w wersji neoplatońskiej. Symbolicznym kresem tej walki i porażki neoplatonizmu była śmierć filozofki Hypatii z Aleksandrii, zamordowanej przez tłum podburzonych aleksandryjskich chrześcijan.

## Poglądy
Neoplatonizm postrzegał świat jako hierarchię bytów, które wyłaniają się (emanują) z absolutu – bytu doskonałego, niepoznawalnego rozumowo, który nie jest ani duchem, ani ideą, ale czystą jednością. Z absolutu emanują kolejno coraz mniej doskonałe hipostazy:
- świat ducha, obejmujący dostępne rozumowi idee,
- świat duszy, której częścią są jednostkowe dusze ludzkie,
- świat materii, na której emanacja się kończy.

Światy te są wzajemnie ze sobą powiązane, dzięki czemu możemy odgadnąć ziemską przyszłość za pomocą astrologii i wróżb. Można też poprzez magię wpływać na procesy w wyżej położonych światach.
Schemat emanacyjny Plotyna był uszczegółowiony przez następnych filozofów neoplatońskich: Jamblich opracował szczegóły procesu emanacyjnego, do którego włączył jako nowe hipostazy mitologicznych bogów, aniołów, demonów i herosów. Do spekulacji religijnych dodano nowy wątek: zmuszania bogów za pomocą odpowiednio sprowokowanych zdarzeń do działania. Sztukę tę określano jako teurgię.
Neoplatonizm wywiódł nową etykę, która opiera się na myśli, że jak dusza ludzka zmuszona jest przez wcielenie, to znaczy narodziny w ciele, zejść do najniższego świata, popadając w grzech, tak może ona przebyć drogę powrotną w kierunku absolutu. Do tego celu służyły specjalne rodzaje cnoty: oczyszczające i upodabniające dusze do Boga (uświęcające). Jamblichos dodał do nich cnoty kontemplacyjne i paradygmatyczne. Syntezę etyki neoplatońskiej dał Proklos w nauce o Erosie, Prawdzie i Wierze. Eros – miłość do wyższego bytu – przygotowuje do poznawania Prawdy, Prawda doprowadza duszę do Wiary, a Wiara kończy wszelkie poznanie: dusza staje się pochłonięta przez to, co najdoskonalsze i w tym stanie spoczywa w milczeniu. To jest kres wszelkiego wysiłku i wszelkiego poznania.